# Fenilbutazone
Il fenilbutazone è un potente farmaco anti-infiammatorio non steroideo dotato di una spiccata attività analgesica e anti-infiammatoria ma privo di attività antipiretica.

## Attività farmacologica
L'azione analgesica del fenilbutazone si verifica grazie all'inibizione della sintesi dei prostanoidi che hanno un ruolo importante nella genesi del dolore nei tessuti periferici e nella trasmissione dell'informazione dolorifica nel sistema nervoso centrale.
La capacità del fenilbutazone di inibire la permeabilità capillare, e quindi di ridurne gli edemi di origine infiammatoria, è altissima, e del tutto paragonabile a quella dei cortisonici a basso dosaggio. Rispetto a questi ultimi però il fenilbutazone presenta un più spiccato effetto analgesico centrale.

## Uso umano
Il fenilbutazione è stato utilizzato nella terapia dell'artrite reumatoide e gotta. Attualmente non è previsto nessun utilizzo nell'essere umano.

## Uso veterinario
Il Bute è un potente farmaco analgesico e antinfiammatorio a base di fenilbutazone usato per curare i cavalli sportivi. Viene impiegato nel trattamento sintomatico delle zoppie, malattie acute e croniche dell'apparato locomotore quali artriti, periartriti, tendiniti, tendo-vaginiti, desmiti, neuriti, miositi, podoflemmatiti, navicoliti, lesioni dei tessuti molli quali bursiti, mastiti, ematomi, contusioni, lacerazioni da parto. 
Interventi chirurgici, terapia degli stati infiammatori della mammella e dell'edema mammario post partum.  Può essere somministrato sia per via orale che per via endovenosa.

### Composizione
In forma di pasta orale si presenta in speciali siringhe che contengono 2 grammi di principio attivo (fenilbutazone). Come granulare è disponibile in buste contenenti 2 grammi di fenilbutazone.
Sotto forma di soluzione iniettabile il preparato contiene 20 g di fenilbutazone sodico per 100 ml di soluzione. 

### Indicazioni
Serve a diminuire l'insorgenza degli stimoli dolorosi a livello periferico e la loro percezione a livello centrale. La sua natura non steroidea ne consente la somministrazione anche alle fattrici gravide.

### Controindicazioni
L'impiego del farmaco è controindicato negli animali sofferenti di gravi alterazioni cardiache, renali o epatiche.

### Effetti indesiderati
Gli effetti indesiderati sono rari. In genere ai dosaggi indicati il farmaco è ben tollerato. Somministrazioni prolungate, effettuate a dosaggi più elevate di quelli indicati, possono comportare diminuzioni dell'appetito fino all'anoressia, depressione, letargia; sono inoltre possibili irritazioni ed ulcerazioni del tratto orale e gastrico.
In cavalli trattati con 8,8 mg/Kg/die sono state registrate complicanze quali anoressia, depressione, colica, ipoprotidemia, diarrea, melena, perdita di peso, edema ventrale, emorragie petecchiali delle mucose, erosioni delle ulcere orali, necrosi delle papille renali.
Non esiste un trattamento specifico per l'intossicazione da fenilbutazone; in caso di sovradosaggio si procede con una terapia sintomatica con cimetidina per diminuire le ulcerazioni gastriche e si arricchisce la dieta di proteine per compensarne la cospicua perdita.
Nel cavallo un trattamento protratto con Fenilbutazone può essere svelato per la presenza di ulcere fagedemiche a livello del margo plicatus dello stomaco. Il FANS in questione infatti agisce inibendo la sintesi delle Prostaglandine (poiché deprime l'attività delle COX-1) determinando così un'alterazione dell'asse IPOTALAMO - IPOFISI -SURRENE con conseguente innalzamento del livello basale di cortisolo ematico. Questo innalzamento porta ad un aumento della secrezione di acido cloridrico con conseguente acidificazione dell'ambiente gastrico. 
Il muco che protegge le pareti gastriche viene prodotto dalle ghiandole mucipare (facenti parte della pars ghiandolare). L'eccessiva produzione di acido cloridrico porta, prima ad una corrosione del muco e successivamente, poiché a contatto diretto con la mucosa gastrica, ad un'ulcerazione della stessa. 
In mancanza di studi specifici negli individui in stato di gravidanza o allattamento, l'uso del farmaco in tali soggetti viene valutato dal veterinario dopo un'analisi del rapporto rischio-beneficio.

### Tempi di sospensione
Il prodotto non va somministrato a cavalli allevati a scopo alimentare. In ogni caso i cavalli sportivi trattati non potranno essere destinati all'uso alimentare prima che siano trascorsi 180 giorni dall'ultimo trattamento.